# Rat na Kosovu
Rat na Kosovu ili Rat na Kosovu i Metohiji (albanski: Lufta e Kosovës) označava oružani sukob između Srba i Albanaca od 1996. do 1999. Cilj Srba bio je zadržavanje Kosova u Srbiji, dok su Albanci željeli neovisnost za Kosovo. Nakon vojne intervencije snaga NATO-a protiv Srbije Vojska Jugoslavije povukla se s Kosova koje je stavljeno pod UN-ov protektorat.
Međunarodni sud za ratne zločine počinjene na području bivše Jugoslavije (MKSJ) u raznim je presudama zaključio da je srpski vojni i politički vrh izvršio zločin protiv čovječnosti i ratne zločine tijekom rata na Kosovu. Između ostalog, Nikola Šainović, zamjenik premijera SR Jugoslavije, Sreten Lukić, voditelj Ministarstva unutarnjih poslova i Nebojša Pavković, zapovjednik Vojske Jugoslavije, osuđeni su zbog "deportacije, prisilnog premještanja stanovništva, ubojstva, progona zbog rasne, religiozne ili političke osnove (zločin protiv čovječnosti)". Srbijanska policija i tajne službe su aktivno surađivale u prikrivanju masovnih ubojstava, zakapajući leševe žrtava ratnih zločina na tajnim lokacijama u Srbiji i paleći ih. Kasnijih godina, dio tajnih grobnica je otkriven, te su žrtve ekshumirane. S druge strane, i Haradin Bala, zapovjednik OVK, proglašen je krivim zbog zločina protiv čovječnosti i kršenja pravila ratovanja, a u studenom 2020. godine je kod MKSJ stupila na snagu i optužnica protiv bivšeg lokalnog zapovjednika kosovskih gerilaca Hashima Thaçija, tužiteljstvo ga tereti da je suodgovoran za ubojstva preko 100 civila raznih etničkih pripadnosti - koji je u tom trenutku bio predsjednik Kosova.
Slobodan Milošević je 1989. održao govor na Gazimestanu. Deset godina kasnije rat na Kosovu bio je posljednji rat u koji je bila uključena Srbija i kraj Miloševićeve vladavine u Srbiji. Stoga se često spominje da je "na Kosovu sve započelo, na Kosovu je sve i završilo".

## Nemiri na Kosovu od 1981.
Smatra se da je raspad Jugoslavije počeo malo manje od godinu dana nakon smrti Josipa Broza Tita kada u proljeće 1981. godine Kosovski Albanci zahtijevaju status republike za Kosovo. Tijekom masovnih demonstracija koje će biti zaustavljene samo proglašenjem opsadnog stanja 9 ljudi će poginuti, a 250 će biti ozlijeđeno. Kao odgovor na pojavu "Albanskog nacionalizma" dolazi do rasta srpskog nacionalizma koji poziva na zaštitu "ugroženih" Srba na Kosovu. Borbeni krik tih poziva će postati navodno silovanje (žrtva kao i istražitelji govorila je i o samoozljeđivanju i o silovanju) bocom kosovskog Srbina Đorđa Martinovića od strane Albanaca. Manje od mjesec dana nakon ovog događaja (25. svibnja 1985,) SANU je počela raditi na svom poznatom memorandumu o srpskoj situaciji u Jugoslaviji.
24. rujna 1986. glavne točke kontroverznog memoranduma SANU izlaze u Večernjim novostima u kojima autori između ostalog pišu ovo o stanju na Kosovu:
Predsjednik Srbije Ivan Stambolić je odmah po objavljivanju izjavio da je memorandum "smrtonosni ratni manifest za srpske komesare", ali taj njegov protest prolazi bez reakcija.  Sljedećih dvanaest mjeseci prolazi u porastu srpskog nacionalizma i borbi za vlast koja završava smjenom Stambolića koji je jasno osudio memorandum i Miloševićev govor na Kosovu ("Nitko ne sme da Vas bije"). On je na glasovanju lige komunista Srbije poražen od Miloševića koji postaje novi čelnik srpske komunističke partije.

## Antibirokratska revolucija
Porast nacionalizma u Srbiji kao i izbor Slobodana Miloševića za tamošnjeg čelnika komunista je izazvao reakciju Jugoslavenske vojske koja je tada još vjerovala u bratstvo i jedinstvo, tako da je ministar obrane Branko Mamula zahtijevao smjenu Miloševića. Jedino što je dobio je vlastiti otkaz i postavljanje Veljka Kadijevića za novog ministra obrane 15. svibnja 1988. godine. Zadnji propali pokušaj zaustavljanja Miloševića i njegove propagandno-vojno mašinerije nastupa kada Stipe Šuvar, predstavnik Hrvatske u Jugoslavenskom centralnom komitetu, zahtijeva izbacivanje Miloševića, međutim, on neće dobiti dovoljno glasova za svoj prijedlog.
Već prije toga Šuvarovog pokušaja dolazi do puča u Vojvodini kada tamošnji parlament i vlada daju ostavku (6. listopada 1988.) nakon što je JNA odbila rastjerati 100,000 demonstranata iz Srbije koji zahtijevaju njezinu smjenu. Članovi parlamenta i vlade su potom zamijenjeni ljudima lojalnim Slobodanu Miloševiću. Sličan pokušaj puča samo 3 dana kasnije propada u Crnoj Gori kada tamošnje demonstrante rastjeruje lojalna policija. Bez obzira na taj u očima Srbije neprijateljski čin crnogorska vlada će pasti u identičnim demonstracijama 3 mjeseca kasnije. Novi ljudi u Crnoj Gori tada postaju Momir Bulatović, Milo Đukanović i Svetozar Marović koji su povezani s Miloševićem. Već prije pada crnogorske vlada dolazi do smjene vlade AP Kosova, koja je zamijenjena Miloševićevim ljudima. U samo 3 mjeseca Srbija je tako dobila 4 od mogućih 8 glasova u jugoslavenskom Predsjedništvu, koje je tada upravljalo državom.

## Stanovništvo Kosova
Većinsko stanovništvo Kosova činili su Albanci, čiji je prirodni prirast bio mnogo veći od Srba, najveće manjine na tom području. Broj Albanaca se iz desetljeća u desetljeće sve više povećavao, dok se broj Srba smanjivao: 1971. je omjer Srba i Albanaca bio 1:4, dok je 1991. već bio 1:8.
| Godina | Stanovništvo | Albanci   | Postotak | Srbi    | Postotak |
| ------ | ------------ | --------- | -------- | ------- | -------- |
| 1961.  | 963.959      | 646.604   | 67,1 %   | 227.016 | 23,5 %   |
| 1971.  | 1.243.093    | 916.168   | 73,7 %   | 228.264 | 18,4 %   |
| 1981.  | 1.584.440    | 1.226.736 | 77,4 %   | 209.798 | 13,2 %   |
| 1991.  | 1.956.196    | 1.596.072 | 81,6 %   | 194.190 | 9,9 %    |

## Tijek sukoba

### Posljedice ukidanja autonomije
Tijekom raspada SFRJ, kosovski Albanci su vježbali pasivni otpor, između ostalog bojkotiranjem popisa stanovništva 1991. Ukidanje autonomije Kosova 1989. se brzo odrazilo na tamošnji život Albanaca: jedna od prvih mjera Beograda je bila onemogućavanje pristupa sveučilišta Prištine albanskim studentima, što je dovelo do zatvaranja te institucije za albanske studente u studenom 1991.
Također, svi albanski profesori viših škola su otpušteni u lipnju iste godine. Od kolovoza 1991. nije više bilo albanskih profesora u javnom školskom sustavu. Studenti i profesori su više puta prosvjedovali protiv takvih koraka, no srpski odgovori su bili hapšenja i premlaćivanja. Od siječnja 1992., Albanci su počeli improvizirati i održavati (tajne) nastave po kućama.
Srpskoj policiji dozvoljeno je zadržati Albance tri dana u zatvoru bez ikakvih optužbi, te zatvoriti bilo koga na dva mjeseca ako je optužen zbog „vrijeđanja domoljubnih osjećaja“ Srba. Službeni jezik također više nije bio albanski i srpski, nego samo srpski. Mediji na albanskom su potisnuti: suspendirano je financiranje od državnih medija, a albanska televizija i radio emisije su zabranjene.
U 1990., oko 123.000 albanskih radnika je dobilo otkaze sa svojih radnih mjesta u vladi, medijima, bolnicama i raznim industrijama. 70 % svih albanskih radnika je pogođeno tim potezom. Srpski i crnogorski doseljenici su preuzeli njihove pozicije. Kao posljedica, zavladala je opća nezaposlenost i Albanci su se masovno iseljavali izvan Kosova kako bi našli poslove u inozemstvu. 1995., preko 75.000 albanskih obitelji nije imalo nijednog zaposlenog člana. Svi preostali zaposlenici prisiljavani su potpisati izjavu o "vjernosti Srbiji".
1993. skupina od 20-ak albanskih pisaca, novinara i intelektualaca organiziralo je 9-dnevni štrajk glađu kako bi prosvjedovali protiv srpske cenzure i kontrole albanskih izdavača. Ibrahim Rugova, „predsjednik“ samoproglašene republike Kosovo, je zagovarao pasivan otpor, ali to nije urodilo nikakvim rezultatima. Albanci su smatrali da su postali građani „drugog reda“ u svojoj vlastitoj pokrajini u kojoj su činili većinsko stanovništvo, tako da je otpor prema Beogradu postajao sve jači i počele su se javljati skupine ljudi koje su zagovarale oružani sukob.

### Sukobi od 1996.
Nakon što je na Kosovu počela pobuna Albanaca koji su tražili neovisnost pokrajine od Srbije, započeo je posljednji od ratova u bivšoj Jugoslaviji. Oslobodilačka vojska Kosova (OVK), sastavljena od radikalnih Albanaca, počela je s oružanim napadima na srpske vojnike već 1996. Po nekim mišljenjima, OVK je financirala albanska dijaspora. Beograd je smatrao da je OVK "teroristička organizacija", dok su je pak Albanci doživljavali kao "vojsku oslobođenja". 1998. čak je i američki State Department okarakterizirao OVK kao "terorističku organizaciju". Vijeće sigurnosti Ujedinjenih naroda je u rezoluciji 1203 izrazila sljedeće:
Human Rights Watch je upozorio da OVK grubo krši ljudska prava zbog otmica i napada nad Srbima, pa i nad Albancima koji surađuju sa srpskim vlastima, te pljački srpskih kuća. Službena vlast Beograda je tada optuživala Albance separatiste da planiraju stvoriti Veliku Albaniju. SAD je zadržao sankcije protiv Srbije zbog eskalacije nasilja na Kosovu, iako je prema Daytonskom sporazumu određeno ukidanje svih sankcija. Obrazac je uvijek bio isti: OVK napadne srpsku policiju ili vojsku, koja potom brutalno uzvrati što često rezultira civilnim žrtvama.
Već u veljači 1997., OVK je objavila da je ubila tucet srpskih dužnosnika na Kosovu. 3. lipnja 1997. u Prištini je započeto suđenje 15 Albanaca koji su optuženi da su pripadnici OVK-a. 3. srpnja Švicarska je postigla dogovor sa Srbijom oko povratka 12,000 Albanaca koji su tražili azil natrag na Kosovo. 11. kolovoza 1997. albanske novine objavile su izjavu OVK-a koja preuzima odgovornost za napade na srpske policajce, među kojima su i napad na srpskog službenika državne sigurnosti 3. srpnja kod ceste Podujeve-Kerpimeh i na dva službenika 4. srpnja kod Runika. 2. rujna Vojska Jugoslavije otvorila je vatru na skupinu ljudi koji su pokušavali preći iz Albanije na Kosovo. 13. i 14. rujna dogodila su se dva bombaška napada na policijske postaje u mjestima Kijevo i Luzane za koje je OVK preuzela odgovornost, no nitko nije poginuo. 8. studenog OVK je ponovno preuzela odgovornost za napad granatom na Podujevo. 26. studenog OVK je napala policijsku postaju blizu mjesta Dečani.
Od 28. veljače do 1. ožujka 1998. uslijedili su oružani sukobi Vojske Jugoslavije i OVK u dolini Drenica, u kojima su se našli i mnogi nedužni civili. U području Likošan je nakon toga nastradalo 30 Albanaca i 4 srpska policajca.
3. ožujka 1998. Opća skupština Ujedinjenih naroda izglasala je rezoluciju 52/139 kojom se obazire na stanje na Kosovu:
5. ožujka 1998. srpska policija je počela proganjati Adema Jasharija, jednog od pripadnika OVK, u selu Donje Prekaz. Usljedila je masovna oružana borba oko Jasharijevog skloništa koja je rezultirala njegovom smrću te pokoljem daljnih 60 Albanaca, od kojih su 18 bili žene and 10 su bili mlađi od 16 godina. Zapadni mediji i političari kritizirali su Beograd zbog takvih postupaka. Ibrahim Rugova odbijao se tijekom tog razdoblja sastati sa srpskim političarima. Sastao se s Miloševićem 15. svibnja, ali nije bilo nikakvog napretka u zategnutim srpsko-albanskim odnosima. U međuvremenu, OVK je napredovala po Kosovu, opkolivši Peć, Đakovicu te uspostavivši svoj glavni grad u Mališevu. 25. svibnja 1998. osam pripadnika albanske obitelji Hamzaj je ubijeno od srpske policije u selu Lybeniq, no zbog potpune blokade srpskih vlasti, pristup međunarodnih humanitarnih organizacija tom području nije bio omogućen. Obitelj Hamzaj je smaknuta ispred svoje kuće, koja je potom zapaljena.
26. rujna dogodio se Masakr u Gornjem Obrinju u kojem su, ponovno tijekom operacija protiv OVK, VJ i srpska policija smaknuli između 18 i 21 člana obitelji Delijaj, od kojih su mnogi bili djeca. Beograd je ponovno zanijekao odgovornost za incident. 29. siječnja 1999., dogodio se Masakr na Rogovu. u kojem je srpska policija ubila 24 Albanca u napadu na lokaciju u Rogovu selu za koje se sumnjalo da je bilo skrovište pobunjenika, čime je situacija ponovno eskalirala.
Zbog otvorenog rata koji je izbio 1998., procjenjuje se da je oko 200 000 Albanaca protjerano s Kosova. 15. siječnja 1999. dogodio se Pokolj u Račku u kojemu je 40 do 45 Albanaca ubijeno od srpskih trupa. Iako je Beograd objavio da su ubijeni Albanci zapravo bili pripadnici OVK-a, a ne civili, mnogi su izrazili sumnju u točnost tog objašnjenja dok su reakcije u svijetu bile u rasponu od zabrinutosti do osude. Vijeće sigurnosti UN-a osudilo je masakr, koji je kasnije postao jedan od temelja za tužbe za ratne zločine protiv Miloševića na Međunarodnom sudu. TV kamere OESS-a zabilježile su SAD-ovog veleposlanika Williama Walkera kako hoda pored leševa Albanaca. Nakon toga, održao je konferenciju na kojoj je osudio taj čin
25. veljače 1999., Opća skupština Ujedinjenih naroda izglasala je novu rezoluciju, broj 53/164, koja se odnosi na stanje na Kosovu:
Do ožujka 1999., UNHCR je registrirao 460,000 kosovskih izbjeglica.

### Međunarodne reakcije na sukob
15. lipnja 1998. EU je proširila gospodarske sankcije protiv Beograda zbog srpskih operacija na Kosovu, uvodeći zabranu komercijalnih letova jugoslavenskih zračnih kompanija u svih 15 zemalja članica EU-a. Svrha je te zabrane, koja je objavljena na summitu čelnika EU-a u Cardiffu, pojačati gospodarski pritisak na Slobodana Miloševića, dok NATO istodobno jača vojni pritisak održavanjem zračnih vojnih vježbi iznad Albanije i Makedonije. Čelnici EU-a u svojoj su izjavi o Kosovu pozvali Miloševića da prekine vojne napade na civile, povuče svoje snage, dopusti pristup međunarodnim promatračima, omogući povratak izbjeglicama i počne politički dijalog s predstavnicima kosovskih Albanaca. Također su dodali kako su „učinjene pogreške na obje strane“. Trenutačan prekid nasilja zahtijevat će se i od kosovskih Albanaca, navodi se u izjavi. „Strpljenje međunarodne zajednice prema Beogradu je pri kraju“, rekao je britanski ministar za obranu George Robertson. Albanija je osobito oštro reagirala na stanje: „Duboko smo uvjereni da je genocid koji provode srbijanske vlasti na Kosovu posljedica institucionalizirane politike genocida i državnog terorizma koji se provodi pomoću vojnog, paravojnog i policijskog mehanizma protiv kosovskih Albanaca“, izjavio je albanski ministar vanjskih poslova Paskal Milo na konferenciji UN-a. „Otpor koji pruža albansko stanovništvo u samoobrani od takve politike ne može se nazvati terorizmom“.
Japanska je vlada također objavila da je odlučila zamrznuti srbijansku i jugoslavensku imovinu u toj zemlji, kao dio međunarodnog pritiska na Beograd radi zaustavljanja nasilja na Kosovu. Japan je također zabranio davanje izvoznih kredita Jugoslaviji i izdavanje viza jugoslavenskim i srbijanskim duznosnicima koji sudjeluju u represiji na Kosovu.
Milošević je pristao u ljeto 1998. ispuniti vecinu zahtjeva koje su svjetske sile postavile kako bi se okončalo krvoproliće na Kosovu, ali je rekao da će svoje postrojbe povući iz te pokrajine samo nakon prestanka terorizma. Njegova obećanja su objavljena u zajedničkom priopćenju s ruskim predsjednikom Borisom Jeljcinom nakon razgovora u Moskvi, međutim eskalacija nasilja na Kosovu i dalje se nastavila.
8. listopada 1998., istodobno s vojnim pripremama, NATO savez je nastavio s pokušajem postizanja suglasnosti oko pravnog temelja za moguću intervenciju, jer unutar samog saveza postojala su različita stajališta glede tog problema. Jedna opcija bila je dobiti odobrenja UN-a za vojnu intervenciju, no nakon prijetnje Rusije, stalne članice Vijeća sigurnosti, da će sigurno staviti veto, glavne članice NATO-a odustale su od moguće nove rezolucije koja bi izričito odobrila uporabu sile, iako su je London i Pariz označili poželjnom. Francuska, SAD i Velika Britanija zaključile su da NATO smije intervenirati na Kosovu i bez nove rezolucije, a unatoč prvotnom protivljenju tom su se stajalištu ubrzo pridružile i Španjolska i Belgija. Njemačka, Italija, Danska i neke druge zemlje još su se pak neko vrijeme dvoumile oko odluke.
I dok se u NATO-u polako postizala jednoglasna podrška mogućoj intervenciji, u Beogradu je zavladala ratna psihoza: većina zemalja evakuirala je veći dio diplomatskoga osoblja i sve članove obitelji govori o strahu od srpske odmazde u slučaju NATO-ova napada. Treći sastanak Richarda Holbrookea s Miloševićem u tri uzastopna dana trajao je gotovo četiri sata. Izvori bliski pregovaračima objavili su ranije da Holbrooke nije ostvario napredak u pokušaju da uvjeri Miloševića da okonča kosovski sukob i započne mirovne pregovore s predstavnicima kosovskih Albanaca.
Istodobno, OESS je odbio poziv Beograda da pošalje misiju za utvrđivanje činjenica na Kosovo jer je u pozivu stajalo da se unaprijed mora „utvrditi pozitivna evolucija stanja na Kosovu“, a to je toj organizaciji bilo neprihvatljivo. Miloševićeva Vlada ubrzo je naredila svim ministarstvima, javnim službama i ustanovama hitno poduzimanje najenergičnijih mjera za povećanje sigurnosti i obranu zemlje. U priopćenju objavljenom u Beogradu navodi se da vlada posebno zahtijeva od elektronskih medija da „ne preuzimaju strane programe, kojima se širi strah, panika i defetizam te negativno utječe na spremnost građana za obranu zemlje“. Vlada je najavila donošenje odgovarajućih uredaba, posebno za područje prometa, energetike, telekomunikacija i informiranja, i sankcioniranje svih oblika nezakonitog ponašanja. Jugoslavenska vojska odlučila je premjestiti protubrodske rakete u tunele uzduž jugoslavenske obale, a premjestila je i protuzračne rakete i protuzračno topništvo. Učinkovitost nekih raketnih sustava SRJ je poboljšala uz pomoć ruske tehnologije. Vojni zrakoplovi MiG-29 razmješteni po bunkerima širom zemlje kako bih se učinilo što težim metama.
Prema raznim izvorima, Sjevernoatlantski savez okupio je oko 430 borbenih zrakoplova, od kojih je 60 % američkih, kako bi se suprotstavio zračnim snagama Beograda u slučaju mogućega vojnog sukoba. Osim njih najveći broj zrakoplova dale su Francuska, Velika Britanija i Njemačka. Nizozemska je dala 14 zrakoplova F-16 Fighting Falcon, Belgija deset i Norveška osam, Španjolska četiri bombardera F18 i jedan transportni zrakoplov, a Portugal tri F-16 i jednu fregatu. Danska je dala četiri F-16, a Kanada šest lovaca CF18.

### NATO intervencija
Incident u Račku je označio prekretnicu u ratu jer je Međunarodna zajednica izgubila strpljenje s Miloševićevom agresivnom politikom i odlučila vojno intervenirati kako bi se spriječila daljnja eskalacija nasilja na Balkanu. Clintonov Ministar obrane William Cohen je održao govor u kojem je izjavio da je ovo "borba za pravdu nad predstojećim genocidom". NATO dužnosnici su potom zaprijetili da će započeti vojnu intervenciju ako se Vojska Jugoslavije ne povuče s Kosova i ne dopusti da se ondje rasporede mirovne snage. Madeleine Albright također je snažno zagovarala dogovor i vršila pritisak na obje strane kako bi se prihvatio kompromis, kojim bi se završio sukob.
Richard Holbrooke sastao se posljednji put s Miloševićem u ožujku 1999. i ponudio mu posljednju šansu da prihvati ugovor u Rambouilletu, po kojem bi Kosovo dobilo natrag svoju autonomiju, OVK se razoružala a mirovne snage i NATO se rasporedili na to područje. Milošević je odbio, što je dovelo do NATO-ovog bombardiranja SRJ, koje je trajalo 78 dana, od 22. ožujka do 11. lipnja 1999. Borbeni zrakoplovi većinom su agirali iz baza u Italiji i na Jadranskom moru.
MKSJ sljedeće navodi o neuspjehu pregovora u Rambouilletu:
 Iako je, u svjetlu stava koji je Milošević na kraju zauzeo, primamljiva opcija da se on okrivi za neuspjeh diplomatskih napora za rješenje kosovskog problema, stvarni uzrok neuspjeha mnogo je složeniji. Iako predstavništvo SRJ/Srbije nije znala da se s kosovskim Albancima
raspravlja o ustupcima, ti ustupci bili su vezani za pitanje koje je predstavljalo samu srž mrtve točke u razgovorima za obje strane, odnosno razmjere u kojima bi suverenitet i teritorijalni integritet SRJ i Srbije bili očuvani i zagarantirani u budućnosti. Ključna pitanja bila su kako će se odrediti konačan status Kosova i koji bi međunarodni predstavnici bili na njegovom teritoriju. Upravo iznijeti pregled događaja pokazuje da međunarodni pregovarači nisu bili potpuno nepristrasni u pristupu stavovima strana i da su imali tendenciju da favoriziraju kosovske Albance. Jedan mali dio iskaza ilustrira problem. Obrad Kesić svjedočio je da je 14. travnja 1999. sudjelovao na sastanku s predstavnicima srpske zajednice koji je inicirala Bijela kuća. Na tom sastanku predsjednik Bill Clinton je izjavio da je odredba o odobrenju referenduma Albancima na Kosovu otišla predaleko i da ni on, da je na Miloševićevom mjestu vjerojatno ne bi potpisao prijedlog sporazuma...Vijeće je mišljenja da je neuspjeh diplomatskih napora da se riješi problem Kosova posljedica kombinacije razloga vezanih za nepopustljivost obje strane i načina na koji su pregovori vođeni. Kao što je ranije navedeno, stavovi obje strane toliko su se razilazili da je
krajnje teško zamisliti da bi se sporazum ikada mogao postići. – MKSJ u svojoj presudi protiv Milutinovića i drugih
25. ožujka 1999. NATO je ponovno, oko 3.00 sata ujutro, napao ciljeve u okolici Beograda. Jedan od glavnih ciljeva snažnog napada snaga NATO-a na šire područje Beograda jest zračna luka u Batajnici, priopćila je jugoslavenska Služba za promatranje i obavještavanje. Na udaru drugog vala zračnih napada su vojni ciljevi, javljaju beogradski mediji. Gađane su općine Voždovac, Grocka, područje Pančeva, te ponovno tvornica zrakoplova Utva, zatim područje Kovina i Kačareva, prenose beogradski mediji. Zamjenik britanskoga premijera John Prescott izjavio je da će NATO nastaviti napade na ciljeve u Jugoslaviji: „NATO je snažno udario i nastavit će snažno udarati sve dok ne postigne svoje vojne ciljeve. Ono što će se nakon toga dogoditi, zavisi od jugoslavenskoga predsjednika Miloševića.“
Jedan je vojnik poginuo, a trojica su ranjena tijekom zračnog napada NATO-a 24. i 25. ožujka na ciljeve u Crnoj Gori, javili su crnogorski mediji. Zrakoplovi NATO-a bombardirali su nekoliko vojnih ciljeva u Crnoj Gori: nekoliko bombi palo je na vojni aerodrom kod Podgorice. Zrakoplovi NATO-a gađali su jedan vojni objekt kod Danilovgrada, udaljen dvadesetak kilometara od Podgorice. Prema neovisnim medijima, zrakoplovi NATO-a gađali su i vojne ciljeve između Bara i Ulcinja i između Budve i Sutomora. Pomoćnik ministra policije Crne Gore Vuk Bošković izjavio je da su snage NATO-a napale isključivo vojne ciljeve.
Tijekom istih zračnih napada NATO-a, srbijanska policija uhitila je u Beogradu nekoliko novinara, među kojima četiri novinara američke televizijske postaje CNN-a, objavio je CNN. Novinari drugih medija također su u zatočeništvu, ali im je rečeno da će ubrzo biti pušteni na slobodu, prenio je CNN. CNN i još dvije televizijske postaje objavile su jučer da im je srbijanska televizija odbila dopustiti da se koriste svojim tehničkim sredstvima za prijenos televizijskih izvješća. Policija je pustila 30-ak zapadnoeuropskih novinara uhićenih noć prije, 24. ožujka, a jedan je novinar zadržan u pritvoru, objavio je novinar australske televizije. TV-kamermani i fotografi pokušavali su snimiti zračne napade s krova hotela Hyatt kad su ih srpski policajci okružili i odveli u policijsku postaju u Novom Beogradu. Izvjestitelj australske televizije, Greg Wilesmith novinaru Reutersa telefonom je rekao kako je srpska policija nakon dvoipolsatnog ispitivanja pustila 30-ak zatočenih novinara, ali je u pritvoru zadržala jednog. Policija nije objasnila zašto su novinari uhićeni, rekao je Wilesmith.
Sirene za zračnu opasnost ponovno su se oglasile ujutro 25. ožujka u 9.35 sati u Beogradu i u Nišu. Prestanak zračne opasnosti tijekom noći označile su sirene jutros u 5,25. Građani su imali malo vremena da izađu iz skloništa i da se odmore. Centar za obavještavanje poziva građane da se ponovno vrate u skloništa i da poštuju sve upute o ponašanju u slučaju zračnih napada. Ministar prosvjete Jovo Todorović donio je odluku o proljetnom odmoru za škole i fakultete koji će trajati do 2. travnja. Istodobno, sankcije i sve veća izolacija počele su sve teže djelovati na Srbiju: Auto-moto savez Jugoslavije priopćio je 25. ožujka da se gorivo više ne može nabaviti u slobodnoj prodaji, već će se distribuirati prioritetnim vozilima po posebnom režimu.
26. ožujka NATO savez je nastavio sa zračnim udarima te gađao isključivo vojne ciljeve, objekte na vojnom uzletištu kod Podgorice, radarske sustave na Radovču, također kod Podgorice, skladište oružja kod Danilovgrada i vojarnu kod Ulcinja. Javljeno je da su na meti snaga NATO-a bile i neke radarske instalacije kod Tivta. Područje Kraljeva potreslo je dvadesetak eksplozija, a pogođen je objekt unutar vojarne u Nišu. Na Kosovu je odjeknulo petnaestak eksplozija, uglavnom sjeverno od Prištine. Dvije eksplozije odjeknule su u središtu Kosovske Mitrovice, na sjeveru Kosova. NATO je projektilima i borbenim zrakoplovima napao vojne ciljeve diljem Jugoslavije, pogodivši zračne luke, vojarne i središta zračne obrane. Velika vojarna u Uroševcu na jugu Kosova, koju vojska Jugoslavije koristi u vojnoj kampanji protiv kosovskih Albanaca, teško je bombardirana, navode očevici. Postoje Službena jugoslavenska novinska agencija Tanjug izvijestila je da su u drugom po veličini srpskom gradu, Nišu, pogođene zračna luka i vojarne. Ostale mete uključuju odašiljač srpske televizije na brdu Jastrebac, 200 km južno od Beograda, i vojno komunikacijsko središte na brdu Bukulja, 70 km jugozapadno od glavnoga grada. Ključna jugoslavenska baza specijalnih postrojbi u Hajvaliji na Kosovu u potpunosti je uništena u zračnim napadima NATO-a s velikim brojem žrtava, doznaje se iz zapadnih vojnih izvora.
Glasnogovornik Pentagona Kenneth Bacon izjavio je: „Sve više usredotočavat ćemo se na naš osnovni cilj, a to je umanjivanje sposobnosti jugoslavenskih snaga da napadaju i teroriziraju kosovske Albance“. Savjetnik američkog predsjednika Billa Clintona za sigurnost Sandy Berger rekao je novinarima u Bijeloj kući da se srbijanska ofenziva na Kosovu malo pojačala i da je srbijanska vojska izvela i nekoliko topničkih napada i na Albaniju.
Crnogorski predsjednik Milo Đukanović kritizirao je 24. ožuka „politiku sukoba s cijelim svijetom“ koju vodi jugoslavenski predsjednik Milošević. Đukanović je zatražio od Miloševića da prekine svoju politiku koja stvara nevine žrtve i prijeti opstanku zajedničke države Jugoslavije. Istodobno je pozvao međunarodnu zajednicu da se suzdrži od novih napada na Jugoslaviju jer problem Kosova nije moguće riješiti silom. Kina i Rusija pozvali su pak na prekid vojnih operacija NATO-a na Jugoslaviju.
Tijekom 10 tjedana bombardiranja Srbije, NATO zrakoplovi izveli su 38.000 borbenih misija, većinom napadajući vojna postrojenja i skladišta oružja Srbije u gradovima Beograd, Niš i Novi Sad. Istodobno, srpska vojska pojačala je napade po Kosovu. Tako se 25. ožujka odigrao Masakr u Velikoj Kruši, u kojem je ubijeno 44 albanskih civila, 26. ožujka Masakr u Suvoj Reci u kojem je srpska policija smaknula 48 albanska civila, sve pripadnika obitelji Berisha a 28. ožujka dogodio Masakr u Izbici, u kojem je ubijeno 120 Albanaca, navodno sve civili. 27. travnja dogodio se vjerojatno najveći pokolj, onaj u Meji, u kojem je ubijeno preko 200 Albanaca.
Rusija se protivila vojnoj akciji, ali nije ništa poduzela kako bi stala na stranu Miloševića. Nakon odlaska OESS-a s Kosova 20. ožujka, razina incidenata i samovoljnih ubijanja je dramatično porasla. Istog dana JNA i policija su ušle u selo Trnava (Podujevo) i počeli granatirati kuće. Dok su ljudi bježali, granata je pogodila traktor. Kotlina, područje 6 km jugozapadno od Kačanika, je napadnuto 24. ožujka: selo je prvo raketirano topništvom, a onda je JNA upala s tenkovima. Otprilike 500 žene i djece je poslano kamionom u Kačanik. 22 leševa je pronađeno u dva bunara. Navodno od tih 22 žrtava bilo 11 nenaoružanih OVK boraca u civilnoj odjeći.
26. ožujka dva jugoslavenska MiG-29 su poletjela iz Batajnice u potjeri za jednim NATO-vim borbenim zrakoplovom koji je iz Srbije letio u smjeru Bosne. Jednom kada su prešli granicu, u zasjedi su se pojavila dva američka F-15. Oba MiG-a je oborio zapovjednik Jeff Hwang. Jedan Migov pilot, Slobodan Perić, izbjegao je jednu raketu, ali ga je druga pogodila. Ipak, na vrijeme je izletio iz aviona i padobranom se spustio na tlo, gdje je prošvercan natrag u Srbiju uz pomoć policije Republike Srpske. Drugi pilot, Zoran Radosavljević, nije uspio napustiti MiG na vrijeme te je poginuo.
Jedan od bizarnijih pokušaja Miloševića da izađe iz krize dogodio se 12. travnja, kada je jugoslavenski parlament prihvatio vladinu odluku o pristupanju Beograda Savezu Rusije i Bjelorusije. Milošević je istodobno poslao pismenu poslanicu predsjedniku Jeljcinu, koju je Miloševićev brat u Moskvi, Borislav, predao ruskom Ministarstvu vanjskih poslova. U njoj se službeno traži primanje Jugoslavije u Savez Rusije i Bjelorusije. Ipak, Moskva nije pristala na ideju, naglasivši da bi se "prvo trebala razriješti situacija na Kosovu".
23. travnja NATO raketa je pogodila zgradu Radio televizije Srbije te na 24 sata prekinula emitiranje programa, navodno zbog propagandnih poruka Miloševićevog režima.
7. svibnja dogodio se još jedan incident kada je NATO bombardirao kinesko veleposlanstvo u Beogradu, gdje su poginula tri kineska novinara, što je izazvao snažan prosvjed Pekinga. NATO se ispričao, navevši da je za sve kriva zastarjela karta grada te da veleposlanstvo nije pogođeno namjerno. NATO je bombardirao zatvor Dubrava (grad Istok) 19. svibnja, te još jednom 21. svibnja, zbog čega je poginulo oko 19 albanskih zatvorenika. Drugi su pak pokušali pobjeći usred kaosa. 22. svibnja, oko 1.000 zatvorenika je dovedeno u zatvorsko dvorište, gdje je na njih otvorena vatra od stražara, u kojoj je ubijeno najmanje 70 zatvorenika.
Nakon nekoliko tjedana vojne kampanje, Vojska Jugoslavije se i dalje odbijala povući s Kosova, tako da je 28. svibnja Tony Blair odletio u Washington te se savjetovao s Billom Clintonom oko moguće kopnene ofenzive na Srbiju, iako je upozorio da bi trebalo mjesecima dok se skupi dovoljno vojnika za to. Iako su srpski vojnici postavili makete tenkova kako bi zavarali NATO, štete su ipak bile sve veće, pri kraju su se počele bombardirati i energetske stanice u Beogradu, tako da je Milošević na kraju prihvatio uvjet povlačenje Vojske Jugoslavije i ulazak KFOR-a na Kosovu. Time je 11. lipnja službeno završila NATO-ova kampanja i rat. Oko 750,000 protjeranih Albanaca moglo se potom vratiti natrag na Kosovo, ali je oko 200.000 Srba od straha napustilo to područje.
Intervencijom NATO snaga, Vojska Jugoslavije se povukla iz Kosova, iako je ono ostalo dijelom Srbije. Međutim, 10 godina kasnije, Kosovo je proglasilo neovisnost, a priznalo ga je preko 114 država članica UN-a, što je i dalje predmetom raznih kontroverzi.

## Zločini
Srpska vojska je tijekom 1998. i 1999. počela s masovnim protjerivanjem Albanaca: tri tjedna nakon pokretanja NATO kampanje, registrirano je 525 787 izbjeglica s Kosova. Mjesec dana kasnije, to je poraslo na 781.618 izbjeglica. Na vrhuncu sukoba, bilo je registrirano 862.979 albanskih izbjeglica protjeranih s tog područja, što je oko 43 % ukupnog stanovništva Kosova. Oko 440.000 od njih je pobjeglo u Albaniju, a oko 300.000 u Makedoniju. Iako su vlasti u Beogradu pokušavali prikazati da su progoni rezultat NATO-ve kampanje, izbjeglice su redovito javljale da ih je protjerala srpska vojska i policija. Prijavljeni su mnogi slučajevi silovanja albanskih žena. Human Rights Watch je zabilježio 96 slučaja spolnog napastovanja od srpskih vojnika, među njima 6 slučaja žena koje su ubijene nakon silovanja. Bilo je i slučajeva prijavljenih grupnih silovanja. Uz sve to, ni JNA ni srpsko Ministarstvo unutarnjih poslova nisu napravili nikakav pokušaj istraživanja ili kažnjavanja takvih incidenata.
Prema iskazima, VJ je sistematski prevozila leševe Albanaca u rudarski kompleks Trepča kraj Kosovske Mitrovice, gdje ih je palila. Prema „jednom tajnom službeniku“, između 1.200 i 1.500 leševa je tako uništeno u Trepču. U svibnju 2001. Srpska vlada je objavila da je kamion pun s 86 leševa Albanaca bačen u Dunav u Srbiji tijekom rata na Kosovu.
Između ožujka i lipnja 1999., srpski vojnici su uništili tisuće albanskih domova diljem Kosova uz pomoć topništva, buldožera, eksploziva i paljenja. Zabilježeno je i uništavanje džamija. Također je zabilježeno pljačkanje imovine. U nekim slučajevima, pogotovo onima koja su imala bliske veze s OVK, cijela sela su uništena. Gradovi Peč i Glogovac su teško oštećeni. Prema anketi UNHCR-a, koja je obuhvatila 285 kosovska sela, 9.809 od ukupno 35.185 domova (28 %) je potpuno uništeno.
Tijekom rata, srpske snage su namjerno otrovale bunare, a time i izvore pitke vode. U bunare su bacali kemikalije, mrtve životinje pa čak i ljudske leševe. Prema Međunarodnom odboru Crvenog križa, od 20.000 bunara na Kosovu, pola ih je otrovano.
Prema izvještajima HRW-a, najviše pljački događalo se u selu Belanica (Suva Reka). 31. ožujka 1999., srpska policija i paravojna postrojbe su ušle u selo, okupile stanovnike te od njih zahtijevale novac pod prijetnjom da će im ubiti djecu. Barem tucet Albanaca je ubijeno na taj način. Bilo je i slučajeva kada su militanti provaljivali u stan i zahtijevali novac od ukućana.
Između ožujka i lipnja 1999., srpske sigurnosne snage su uhitile Albance i tjerale ih na kopanje rovova, bunkera i drugih teških fizičkih poslova, što HRW karakterizira kao prisilni rad. Tijekom NATO intervencije, srpske snage sigurnosti prisiljavale su albanske civile da budu u njihovoj blizini ili između srpskih položaja, koristeći ih kao ljudski štit, što je zabranjeno prema članku 28 četvrtom Ženevskom konvencijom. Svjedok iz Mališeva je izjavio da je bio u skupini od 500 civila koja su zadržana u blizini albanske granice kada su srpske snage napadale OVK lokacije.
Srpske snage su također postavile 50.000 mina po Kosovu, poglavito uz granicu s Albanijom i Makedonijom. OVK je isto postavljao mine tijekom tog razdoblja, a vodio je i sabirni logor Llapušnik u kojem je ubijeno 23 Srba. OVK se također tereti da je ubijala albanske civile kako bi svalila krivnju na Srbe, te da je napadala srpske civile. NATO je pak prilikom bombardiranja koristio osiromašeni uranij.
Još uvijek ostaju neprovjerene tvrdnje o Mudžahedinima koji su se borili na strani Albanaca na Kosovu, a za koje postoje optužbe da su bili posebno okrutni u borbi protiv Srba. Neki su navodno dobili kosovsko državljanstvo. Tijekom svojeg suđenja na Haaškom sudu, Milošević je izjavio da je Al-Kaida pomagala pobunjenicima na Kosovu, no Sabit Kadriu, kosovski aktivist za ljudska prava, je to osporio i nazvao cijelu priču "plodom njegove mašte".

## Žrtve
Rat, koji je trajao gotovo tri godine, ima najnesigurniji i najupitniji broj žrtava od svih četiri Jugoslavenskih ratova jer dugo nije bilo nikakvih preciznih studija ili anketa koje bi mogle utvrditi točne brojke.
- Broj mrtvih Albanaca je upitan, ali bilo je nekoliko procjena smrtnosti. Do kraja 2001., na Kosovu je ekshumirano 4.400 leševa Albanaca.[82] Do 2004., pronađeno je i predano UNMIK-u dodatnih 836 leševa Albanaca koja su pronađena po skrivenim masovnim grobnicama u Užoj Srbiji. Leševi su prevezeni iz Kosova u Srbiju u kamionima s ugrađenim hladnjakom te pokopani u grobovima u mjestima Batajnica kraj Beograda, Petrovo Selo i Bajina Bašta.[83] Broj sveukupnih mrtvih Albanaca u ratu seže prema nekim procjenama i do 12.000 (Lancelot studija)[84] i 13.000 žrtava.[85]
- Prema Vladi Srbije, službeno je samo od albanskih napada ubijeno ili nestalo 3.276 osoba, ne uključujući napade NATO snaga, od 1998. do siječnja 2001.[86] Od NATO napada je prema službenim srpskim izvorima ubijeno 114 policajaca i 462 vojnika.[3] Broj mrtvih civila od NATO napada je i dalje upitan, vlada SRJ navodi da je između 1.200 do 5.700 ljudi poginulo.[85] S druge strane, NATO je objavio da je od zračnih napada moglo poginuti najviše 1.500 civila, dok je organizacija Human Rights Watch navela da je mogla neosporno potvrditi samo 488 do 527 poginulih civila u bombardiranjima.[2]

Procjene ukupnog broja mrtvih prema ovim podacima sežu od 10.000 do 15.000 mrtvih.
Fond za humanitarno pravo (FHP) napravio je dosad najopsežniju i najprecizniju studiju o tom sukobu, te je evidentirao sveukupno 13.472 žrtve na području Kosova od siječnja 1998. do prosinca 2000. Ta nevladina udruga je objavila podatke u listopadu 2008. Kasnijim su istraživanjima dobili brojku od 13.421 žrtava rata na području Kosova, od kojih su 10.533 Albanci (78 %), 2.238 Srbi (17 %), 126 Romi (1 %), 100 Bošnjaci (1 %) te 424 ostali.
U taj broj nisu uključene žrtve izvan Kosova, tj. u užoj Srbiji i Vojvodini tijekom NATO-ve intervencije. Kada bi se dodale (najmanje 488-527 poginulih civila, 462 vojnika i 114 policajaca) dobila bi se brojka od oko 14.500 poginulih.

## Rezultati i posljedice
Nakon obostranog rata, de facto pobjeđuje NATO. Nakon bombardiranja SRJ, Milošević povlači vojsku i policiju s Kosova. To je dogovoreno u Kumanovskom sporazumu. Kosovo je postalo protektorat UN-a i od tada Srbija nema kontrolu nad njim. Pregovori o statusu tog područja nisu dali nikakve rezultate. Do 2009., gotovo svi Srbi su se iselili iz velikog dijela Kosova ili žive u enklavama na sjeveru.
Prema "Grupi 17", neovisnoj skupini ekonomista, NATO-ovo bombardiranje prouzročilo je oko 30 milijardi $ štete gospodarstvu Srbije. Prema njihovim računicama, srpski bruto društveni proizvod je zbog posljedica rata spao 40 %, a industrijska proizvodnja 44,5 %. Mlađen Dinkić je izračunao da je uz to oko 250.000 ljudi ostalo bez posla a da je društevni proizvod spao s 1.600 na 1.000 $. Uz to, NATO je izbacio oko 23.000 bombi na Srbiju.

### Suđenja
2006., bivši predsjednik Srbije Milan Milutinović, bivši zamjenik premijera Nikola Šainović, Dragoljub Ojdanić te tri bivša generala - Nebojša Pavković, Vladimir Lazarević i Sreten Lukić, izvedeni su pred MKSJ zbog ratnih zločina u ratu na Kosovu. Miloševiću se za isti počelo suditi još 2002. S druge strane, Fatmir Limaj, Haradin Bala i Isak Musliu, bivši pripadnici OVK-a, također su izvedeni pred sud zbog optužbi za zločine protiv Srba. Sveukupno, presude su bile sljedeće:

### Jugoslavenska strana
- Slobodan Milošević - preminuo tijekom suđenja
- Vlastimir Đorđević - 27 godina zatvora[95][96]
- Nikola Šainović - 22 godine zatvora[97]
- Nebojša Pavković - 22 godine zatvora[97]
- Sreten Lukić - 22 godine zatvora[97]
- Vladimir Lazarević - 15 godina zatvora[97]
- Dragoljub Ojdanić - 15 godina zatvora[97]
- Vlajko Stojiljković - počinio samoubojstvo[98]
- Milan Milutinović - oslobođen svih optužbi[97][99]

### Albanska strana
- Haradin Bala - 13 godina zatvora[8]
- Lahi Brahimaj - 6 godina zatvora[8]
- Fatmir Limaj - oslobođen svih optužbi[8]
- Isak Musliu - oslobođen svih optužbi[8]
- Ramush Haradinaj - oslobođen svih optužbi[8]
- Idriz Balaj - oslobođen svih optužbi[8]

Između ostalog, Nikola Šainović, zamjenik premijera Jugoslavije, Sreten Lukić, voditelj Ministarstva unutarnjih poslova, i Nebojša Pavković, zapovjednik Vojske Jugoslavije, osuđeni su zbog "deportacije, prisilnog premještanja stanovništva, ubojstva, progona zbog rasne, religiozne ili političke osnove (zločin protiv čovječnosti)". S druge strane, i Haradin Bala, zapovjednik OVK, proglašen je krivim zbog zločina protiv čovječnosti i kršenja pravila ratovanja.
MKSJ je utvrdio da je postojao pothvat čiji je cilj bio promjena nacionalnog sastava Kosova:
 Ovaj cilj je ostvaren putem široko rasprostranjene kampanje terora i nasilja nad stanovništvom albanske nacionalnosti koja je uključivala deportacije, ubojstva, prisilno premještanje i progone. Zajednički plan tog udruženog zločinačkog pothvata proveden je uz pristanak i sudjelovanje političkog vodstva Savezne Republike Jugoslavije (SRJ) i Srbije, vodstva Vojske Jugoslavije (VJ), uključujući relevantne korpuse na Kosovu, i vodstva Ministarstva unutrašnjih poslova, uključujući njegove pripadnike na Kosovu. Vijeće je zaključilo da su među ključnim sudionicima tog udruženog zločinačkog pothvata bili Slobodan Milošević, predsjednik Savezne Republike Jugoslavije, i Nikola Šainović, potpredsjednik Vlade SRJ zadužen za Kosovo. Sudionici tog udruženog zločinačkog poduhvata iz Ministarstva unutrašnjih poslova bili su Vlajko Stojiljković, ministar unutrašnjih poslova, optuženi Vlastimir Đorđević, šef Resora javne sigurnosti, Radomir Marković, šef Državne sigurnosti, i Sreten Lukić, načelnik štaba MUP za Kosovo.
Također, Međunarodni sud je naveo sljedeće o izbjeglicama s Kosova:
 Nadalje, bombe NATO-a pogađale su ciljeve širom SRJ, pri čemu je Beograd pretrpio najveće štete prema riječima bivšeg komandanta Ratnog zrakoplovstva i protuzračne obrane, a ljudi ipak nisu tako masovno napuštali Beograd ili druge dijelove SRJ kao što su bježali s Kosova. Vijeće stoga zaključuje da bombardiranje NATO-a nije bio razlog za masovno raseljavanje kosovskih Albanaca s Kosova."
2004. SRJ je na Međunarodnom sudu pravde zbog "nezakonite upotrebe sile" i navodnog kršenja Konvencije o sprječavanju i kažnjavanju zločina genocida tužila osam članica NATO-a (Belgija, Kanada, Francuska, Njemačka, Italija, Nizozemska, Portugal i Velika Britanija). Međutim, sud je izjavio da nije nadležan za taj spor pošto SRJ nije bila članica UN-a i Međunarodnog suda, kao ni potpisnica te Konvencije, na koju se Beograd u svom zahtjevu poziva. Također je predala zahtjev MKSJ-u za optužnice nekoliko visokih vojnih zapovjednika NATO-a, ali su tužitelji odbacili takav zahtjev jer, prema njima, Sjevernoatlanski savez nije namjerno gađao civilne mete, već samo vojne, dok su civilne žrtve "slučajne".
Nakon rata, Srbija je službeno izjavila da je postala neutralna država.
13. ožujka 2010. po nalogu Tužiteljstva za ratne zločine, srbijanska policija privela je devet osoba zbog sumnje da su počinili ratni zločin u selu Ćuška kod Peći na Kosovu 14. svibnja 1999. godine. Zahtjev za provođenje istrage protiv 26 pripadnika paravojne formacije "Šakali" i pripadnika Teritorijalne obrane i rezervnog sastava policije to tužiteljstvo podnijelo je istražnom sucu Vijeća za ratne zločine Višeg suda u Beogradu zbog osnovane sumnje da su ubili 41 osobu u tom selu.